# Unión Deportivo Gijón Industrial
El Unión Deportivo Gijón Industrial es un club de fútbol español de la ciudad de Gijón, en Asturias. Fue fundado en 1969, tras la fusión entre el Pelayo Club de Fútbol y el Club Calzada. Compite en la actualidad en la Primera Asturfútbol. Su terreno de juego es el Estadio Santa Cruz, con una capacidad aproximada de unos 2500 espectadores.

## Historia
El Industrial comenzó su andadura futbolística en la Tercera División, en una época en la que la categoría tenía carácter interprovincial. La mejor clasificación durante estos años fue el tercer puesto obtenido en la temporada 1977-78, que dio opción a jugar la Copa del Rey al año siguiente. Sin embargo, en la temporada 1981-82 se produjo el descenso del club a Regional Preferente, donde permaneció hasta la temporada 1989-90 en la que logró ascender de nuevo a Tercera División. 
Tras diez temporadas en la categoría, el Gijón Industrial volvió a caer a Preferente en la temporada 1999-2000. Sin embargo, la permanencia en Preferente fue breve y el equipo consiguió retornar a Tercera para la temporada 2003-04, descendiendo de nuevo en 2007.
El cuadro "fabril" recupera de nuevo la Tercera División tras una campaña en categoría regional, manteniéndose durante ocho temporadas consecutivas. Tras acabar en posiciones de descenso, el Indus regresa a la primera categoría autonómica al bajar en la 2015-16.
El club gijonés certificaría su regreso a Tercera División el 15 de mayo de 2017 al golear por 5-0 al C. D. Muros Balompié ante un Estadio Santa Cruz que registró una gran entrada.

## Uniforme
- Uniforme titular: camiseta blanca con detalles granates y dorados, pantalón azul marino y medias azulgranas.
- Uniforme alternativo: camiseta granate con franja horizontal blanca en el pecho; pantalón granates y medias granates.

## Estadio
Su campo habitual de juego es el Estadio Santa Cruz ubicado en el barrio de Jove. Antes de la fusión era utilizado por el Pelayo Club de Fútbol, Fue inaugurado en 1948, es de hierba sintética, mide 98 x 67 m. Tiene una capacidad estimada en 2500 espectadores. En mayo de 2016 el Ayuntamiento de Gijón aprobó remodelar el campo y convertir su superficie en hierba artificial. Fue reinaugurado en noviembre de 2016.
El Gijón Industrial utilizó mientras se remodelaba su terreno de juego, el campo de El Frontón, también ubicado en Jove en Gijón, a escasa distancia del campo de Santa Cruz. Fue inaugurado en 1947 y era el campo que usaba el Club Calzada antes de la fusión. Es de hierba natural y tiene unas dimensiones de 105 x 60 m y su capacidad es de aproximadamente 1000 espectadores.

## Trayectoria en competiciones nacionales
- Temporadas en Primera División: 0
- Temporadas en Segunda División: 0
- Temporadas en Primera Federación: 0
- Temporadas en Segunda Federación: 0
- Temporadas en Tercera: 36
- Participaciones en Copa del Rey: 5

## Trayectoria
| Temporada | Nivel | Categoría                        | Posición | Copa del Rey |
| --------- | ----- | -------------------------------- | -------- | ------------ |
| 1969-70   | 3     | 3.ª División                     | 12.º     |              |
| 1970-71   | 4     | 1.ª Categoría Regional           | 4.º      |              |
| 1971-72   | 4     | 1.ª Categoría Regional           | 8.º      |              |
| 1972-73   | 4     | 1.ª Categoría Regional           | 2.º      |              |
| 1973-74   | 3     | 3.ª División                     | 19.º     | 1.ª Ronda    |
| 1974-75   | 4     | 1ª Categoría Regional Preferente | 3.º      |              |
| 1975-76   | 4     | 1ª Categoría Regional Preferente | 7.º      |              |
| 1976-77   | 4     | 1ª Categoría Regional Preferente | 3.º      |              |
| 1977-78   | 4     | 3.ª División                     | 3.º      | 1.ª Ronda    |
| 1978-79   | 4     | 3.ª División                     | 11.º     | 1.ª Ronda    |
| 1979-80   | 4     | 3.ª División                     | 17.º     | 1.ª Ronda    |
| 1980-81   | 4     | 3.ª División                     | 5.º      |              |
| 1981-82   | 4     | 3.ª División                     | 19.º     | 1.ª Ronda    |
| 1982-83   | 5     | Regional Preferente              | 3.º      |              |
| 1983-84   | 5     | Regional Preferente              | 9.º      |              |
| 1984-85   | 5     | Regional Preferente              | 7.º      |              |
| 1985-86   | 5     | Regional Preferente              | 15.º     |              |
| 1986-87   | 5     | Regional Preferente              | 7.º      |              |
| 1987-88   | 5     | Regional Preferente              | 6.º      |              |
| 1988-89   | 5     | Regional Preferente              | 4.º      |              |
| 1989-90   | 5     | Regional Preferente              | 3.º      |              |
| 1990-91   | 4     | 3.ª División                     | 12.º     |              |
| 1991-92   | 4     | 3.ª División                     | 8.º      |              |
| 1992-93   | 4     | 3.ª División                     | 13.º     |              |
| 1993-94   | 4     | 3.ª División                     | 6.º      |              |
| 1994-95   | 4     | 3.ª División                     | 13.º     |              |
| 1995-96   | 4     | 3.ª División                     | 7.º      |              |
| 1996-97   | 4     | 3.ª División                     | 13.º     |              |
| 1997-98   | 4     | 3.ª División                     | 14.º     |              |
| 1998-99   | 4     | 3.ª División                     | 13.º     |              |
| 1999-2000 | 4     | 3.ª División                     | 18.º     |              |

| Temporada | Nivel | Categoría           | Posición | Copa del Rey |
| --------- | ----- | ------------------- | -------- | ------------ |
| 2000-01   | 5     | Regional Preferente | 5.º      |              |
| 2001-02   | 5     | Regional Preferente | 2.º      |              |
| 2002-03   | 4     | 3.ª División        | 7.º      |              |
| 2003-04   | 4     | 3.ª División        | 11.º     |              |
| 2004-05   | 4     | 3.ª División        | 14.º     |              |
| 2005-06   | 4     | 3.ª División        | 14.º     |              |
| 2006-07   | 4     | 3.ª División        | 17.º     |              |
| 2007-08   | 5     | Regional Preferente | 3.º      |              |
| 2008-09   | 4     | 3.ª División        | 8.º      |              |
| 2009-10   | 4     | 3.ª División        | 15.º     |              |
| 2010-11   | 4     | 3.ª División        | 17.º     |              |
| 2011-12   | 4     | 3.ª División        | 13.º     |              |
| 2012-13   | 4     | 3.ª División        | 15.º     |              |
| 2013-14   | 4     | 3.ª División        | 16.º     |              |
| 2014-15   | 4     | 3.ª División        | 14.º     |              |
| 2015-16   | 4     | 3.ª División        | 18.º     |              |
| 2016-17   | 5     | Regional Preferente | 2.º      |              |
| 2017-18   | 4     | 3.ª División        | 12.º     |              |
| 2018-19   | 4     | 3.ª División        | 17.º     |              |
| 2019-20   | 4     | 3.ª División        | 8.º      |              |
| 2020-21   | 4     | 3.ª División        | 9.º      |              |
| 2021-22   | 5     | 3.ª División RFEF   | 13.º     |              |
| 2022-23   | 6     | 1.ª RFFPA           | 2.º      |              |
| 2023-24   | 5     | 3.ª Federación      | 16.º     |              |
| 2024-25   | 6     | 1.ª Asturfútbol     |          |              |

## Palmarés

### Torneos autonómicos
- Campeonato de Asturias de Aficionados (2): 1978-79, 1979-80.[n. 1]
- Subcampeón de la Primera Asturfútbol (4): 1972-73, 2001-02, 2016-17 y 2022-23.

### Torneos amistosos
- Trofeo Villa de Jovellanos (6): 1976, 2002, 2007, 2012, 2013, 2015.

## Entrenadores
Por el banquillo del Gijón Industrial pasaron algunos entrenadores, que fueron destacados futbolistas, tales como Enzo Ferrero, entrenador entre los años 2000 y 2005, y que consiguió el ascenso en la temporada 2003/04, Ciriaco Cano, José Antonio Redondo o Lavandera.

## Filial
El club cuenta como filial con el Fabril Club Deportivo, que tras anunciarse su inscripción en la Segunda Regional para la temporada 2020-21, finalmente no se produjo hasta la siguiente. En la 2022-23 ascendió a la Segunda Asturfútbol. La campaña 2019-20 dispuso de un convenio de colaboración con el Fútbol Club La Calzada, que militaba en la última categoría del fútbol regional asturiano.